# Salvador Urbina (Cacahoatán)
Salvador Urbina es una localidad del estado mexicano de Chiapas. Es parte del municipio de Cacahoatán.

## Toponimia
El nombre de la localidad rinde homenaje a Salvador Urbina, coronel del ejército mexicano, destacado por la Batalla de Chiapa de Corzo de 1863.

## Demografía
| Gráfica de evolución demográfica |
|                                  |

| Censo | Población |
| ----- | --------- |
| 1940  | 702       |
| 1950  | 944       |
| 1960  | 1 140     |
| 1970  | 1 641     |
| 1980  | 2 849     |
| 1990  | 2 737     |
| 2000  | 2 612     |
| 2010  | 2 555     |
| 2020  | 2 722     |